# Marwa Hussein
Marwa Ahmed Hussein Arafat (arabisch مروة أحمد حسين عرفات) (* 19. Juni 1978) ist eine ägyptische Hammerwerferin und Olympiateilnehmerin. Die nur 1,68 Meter große Athletin mit einem Wettkampfgewicht von 110 Kilogramm ist vor allem bei den großen multinationalen Veranstaltungen in Afrika erfolgreich, wurde beispielsweise viermal in Folge Afrikameisterin und hält seit 2005 den afrikanischen Rekord in ihrer Disziplin. Für ihr Heimatland nahm sie im Jahre 2004 an den Olympischen Sommerspielen in Athen teil, kam jedoch nicht über die Qualifikationsrunde hinaus. Auch bereits ein Jahr zuvor bei den Leichtathletik-Weltmeisterschaften 2003 in Paris erreichte sie nicht das Finale. Bei einer Trainingskontrolle im August 2010 wurde sie positiv auf Stanozolol getestet und für zwei Jahre gesperrt.

## Persönliche Bestleistungen
| Weite   | Ort   | Datum            | Anmerkung    |
| ------- | ----- | ---------------- | ------------ |
| 68,48 m | Kairo | 18. Februar 2005 | Afrikarekord |